# Успенский, Виктор Александрович
Ви́ктор Алекса́ндрович Успе́нский  (1879—1949) — российский и советский музыковед и композитор, один из крупнейших отечественных фольклористов (этномузыковедов). Народный артист Туркменской ССР (1929). Народный артист Узбекской ССР (1937).

## Биография
Родился 19 (31) августа 1879 года в Калуге.
В 1898 году окончил Оренбургский военный кадетский корпус. В 1900—1904 годах проходил военную службу на Кавказе. В 1913 он окончил Санкт-Петербургскую консерваторию по классу композиции у А. К. Лядова.
С 1918 года В. А. Успенский жил в Ташкенте, занимался исследованием музыкальной культуры народов Средней Азии. В сложных, а подчас опасных для жизни условиях провел восемь этнографических экспедиций по Средней Азии. По их результатам был составлен ряд нотных сборников традиционной народной узбекской, туркменской и таджикской музыки. В 1923 году в Бухаре Успенским сделана первая запись шашмакома (партия танбура и усули). «Шашмаком» был опубликован в 1924 году.
В 1925—1929 годах он провёл три фольклорные экспедиции в Туркмении, где записал более 350 народных песен и инструментальные пьесы. В. А. Успенский — автор научных трудов «Туркменская музыка» (совместно с В. М. Беляевым), «Музыка на тексты Алишера Навои», «Узбекская вокальная музыка» и многих других.
В 1931 году В. А. Успенский возглавлял музыкально-этнографическую экспедицию в Ферганскую долину, где он записывал узбекскую и таджикскую народную музыку.
В 1932—1949 годах он работал научным сотрудником, заведующим кабинетом музыки Института искусствознания в Ташкенте, где он занимался музыкальными этнографическими исследованиями, совмещая эту работу с преподаванием в Народной консерватории в Ташкенте в 1918—1922 годах, где вёл курс гармонии, и в музыкальном училище в Ташкенте в 1928—1934 годах.
С 1936 года преподавал в Ташкентской консерватории, профессором которой был с 1936 года, он там вёл музыкально-теоретические предметы и был деканом музыкально-теоретического факультета. В 1943 году стал доктором искусствоведения.
Умер 9 октября 1949 года и был похоронен на Боткинском кладбище города.

## Творческое наследие
В. А. Успенский является автором узбекской музыкальной драмы «Фархад и Ширин», написанной им в 1936 году, которую в 1941 году он совместно с композитором Г. А. Мушелем переработал в оперу с тем же названием (1936, Ташкент, 2-я ред. совм. с Г. Мушелем, инструментовка частично совм. с С. Цвейфелем (Горчаковым)).
Успенский писал произведения для симфонического оркестра, хора, фортепиано. Сделанные им обработки узбекских народных песен «перекидывают мост между многовековой культурой одноголосной музыки и многоголосием» по словам Ю. Г. Кона.
Также Успенским написан целый ряд талантливых произведений на авторские темы в духе узбекских народных, например, музыка к пьесе «Муканна» узбекского поэта и драматурга Хамида Алимджана (1943 год), которая была поставлена в Узбекском драматическом театре им. Хамзы в Ташкенте, «Лирическая поэма» памяти А. Навои (1947 год) для симфонического оркестра, ансамбля узбекских народных инструментов (най, кошнай, чанг, дойра, сафаиль), женского и трех мужских голосов; для симфонического оркестра — Узбекская поэма-рапсодия (1944), Лирическая поэма памяти Алишера Навои (с узб. нар. инстр. и солистами-вокалистами, 1947), Четыре мелодии народов Средней Азии (1934), Туркменское каприччио (1945); для фортепиано — «Новелла» (1947); для хора и фортепиано — «В бой, богатыри» (слова Чусти, 1941), «Походный марш» (1941); музыка к драматическим спектаклям, в том числе «Ёрилташ» Ш. Сагдуллы (1943, Узбекский ТЮЗ, Ташкент).
В. А. Успенский был автором ряда научных трудов по истории и теории традиционной туркменской и узбекской музыки: «Туркменская музыка» (совм. с В. М. Беляевым). Том 1. М., 1928, «Музыка на тексты А. Навои» (1940), «Узбекская вокальная музыка» (1950).

## Награды
- Орден «Знак Почёта» (31.05.1937) — за выдающиеся заслуги в деле развития узбекского музыкального и танцевального искусства[2][3]

## Память
Его именем названа Республиканская Специализированная Музыкальная Школа (РСМШ им. В. А. Успенского) в городе Ташкент (Узбекистан).
В Ашхабаде есть улица названная в его честь.
Была мемориальная доска на здании бывшего Министерства Образования в Ашхабаде возле Русского базара